# Perint (patak)
A Perint patak a Vas–Soproni-síksághoz tartozó Gencsapáti község felső részén, a Módos- (vagy Római-) gátnál ágazik el Gyöngyösből és a Gyöngyössel párhuzamosan, attól nyugatra, folyik át Szombathelyen, majd Sorokpolánytól északra egyesül a Jáki-Sorokkal, s immár Sorok néven fut tovább a Rábába. A patakban halt mártírhalált Szent Quirinus püspök Savariában, emlékét emlékhely őrzi a mai Óperint utca patak felőli sarkán.

## Az elnevezés története
Tóth Endre Savaria római topográfiája c. cikkében a Vasi Szemle 2008. évi 6. számában rámutat, hogy a Gyöngyös-patak a korábbi Gyöngyösapátinál (ma Gencsapáti része) ágazik ketté és a nyugati ágat nevezik Perint pataknak egészen addig, amíg Szombathelyről délre bele nem ömlik a Sorok-patak. A Gyöngyös és a Perint patak elágazásának nincs természetföldrajzi magyarázata, így feltételezzük, hogy az eredeti nyugati medertől mesterséges csatornával vezették át a vizet egy keletebbre folyó patakba, valószínűleg a rómaiak. A jelenlegi Perint-meder ezek szerint eredetileg a ma Gyöngyös nevet viselő patak medre volt. A rómaiak Savariának hívták a patakot és erről kapta nevét az ott alapított város is.

## Földrajzi adatok
A Perint (patak) hossza (a Sorok nélkül, azaz Gencsapátitól Sorokpolányig) 24 km, vízgyűjtő területe 110 km². Középvízhozama Szombathelynél 0,45 m³/s, a Gyöngyösé ugyanott ennek háromszorosa, 1,40 m³/s; ugyanakkor árvíz idején fontos szerep jut a Perintnek, a Gyöngyös csupán 6 m³/s-os hozamot bír el, az efeletti nagyvíz levezetése a Perint feladata. Két szélsőséges vízállási értéke kisvíz idején 64 cm, nagyvíz idején 296 cm. Völgyében a talajvíz mélysége mindössze 2–4 méter.

## A Perintbe torkolló kisebb patakok
- Vizellős-patak. Forrása: Kőszegszerdahely-Fenyves-dűlő, hossza 6 km, vízgyűjtő területe 16 km². A patak átfolyik Perenye községen, annak fő utcája mentén. A falu alsó végénél torkollik bele a Lukácsháza-Csömötei-hegyben eredő Mocsvári-patak. Ezt követően, Gencsapáti község határában torkollik a Perintbe.
- Arany-patak . Három kisebb patak, a Rohonci-patak (németül Rechnitzbach), az Arany-patak és a Bozsoki-patak Bozsok és Rohonc (Rechnitz) határán – 1921-től magyar-osztrák határ is – történő összefolyása után az egyesült patak a középső, de legkisebb ág, a Bozsok-Szőlők alja-dűlőben eredő Arany-patak nevet viseli. A két nagyobb ág közül a Rohonci-patak a Kőszegi-hegység burgenlandi részén, a Rohonc feletti Fenyőerdőben (németül Tannenwald), a Bozsoki-patak pedig a hegység magyar oldalán ered. A három ág egyesülése után a patak végigfolyik Bucsu, Dozmat, Torony és Sé községeken. Torony és Sé között a Bozsok-Fenyős-erdő-dűlőből eredő Nyeste–Nyár-patak, Sé községtől délre a Kőszegszerdahely és Bozsok községek közötti határt képező Gula-völgyben eredő, a Szombathely közigazgatási területéhez tartozó Szinesei (vagy Szümöse) majoron átfolyó Szinesei-patak, Szombathely Olad városrészén (régebbi térképeken Nád-tónak nevezett helyen pedig a Perenye-Gyakorment-dűlőben eredő Potyondi-árok nevű csermely torkollik a patakba. Maga az Arany-patak a szombathelyi Csónakázó-tótól nem messze torkollik a Perintbe.
- Jáki-Sorok. A Felsőcsatárhoz tartozó Jáplani-erdőben és a Nagy-Jáplani-dűlőben eredő vízfolyások keleti ága, amely Ják község nyugati határában magába gyűjti a többi vízfolyás vízét. Ják után, Kisunyom és Balogunyom községek határában déli irányból torkollik belé a szentpéterfai Fenyves Tájvédelmi Területen eredő Hideg-kúti-patak. Ezt követően Sorokpolány község északi oldalán a Jáki-Sorok belefolyik a lényegesen nagyobb vízhozamú Perintbe, ami azonban innét kezdve mind a Jáki-Sorok folyásirányát, mind a Sorok nevet felveszi.
- Vízellős-patak

## Perint falu
A patak mellett fekszik az ugyancsak Perint nevű egykori község, melyet 1950-ben Szombathelyhez csatoltak.